# Schüsselbuden

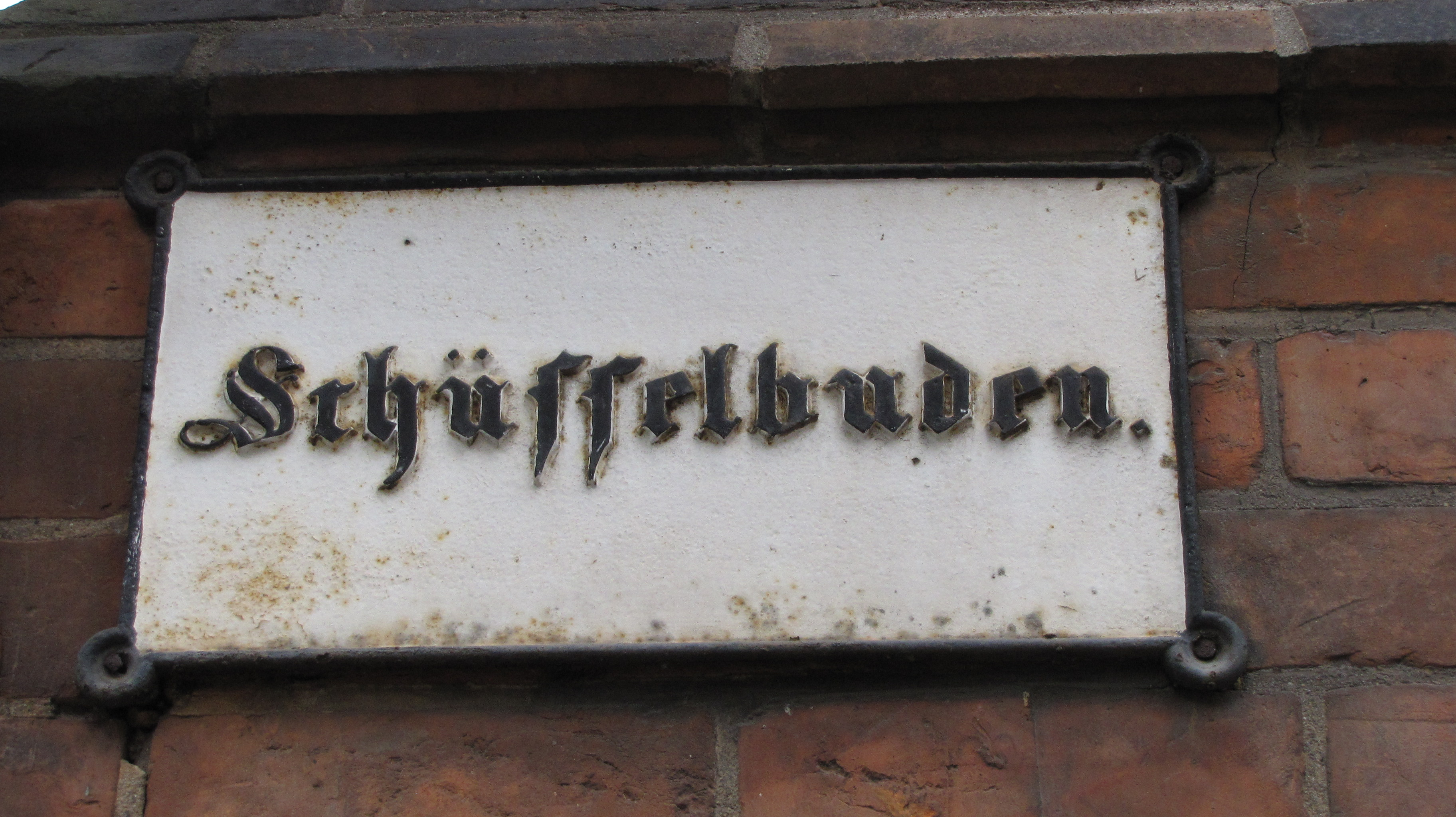
Straßenschild am Marienwerkhaus

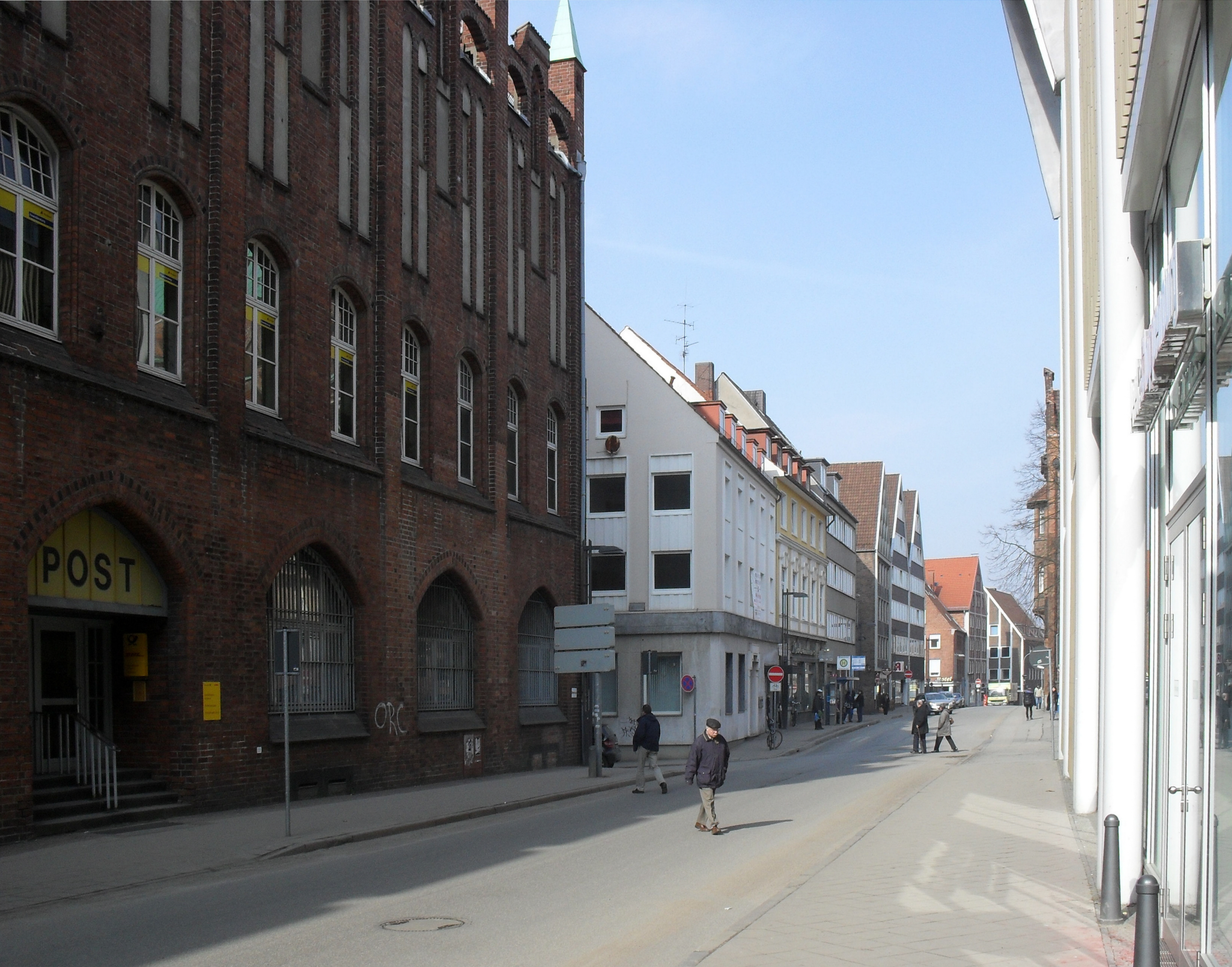
Der Schüsselbuden (2010); Blick vom Kohlmarkt

Der Schüsselbuden (1900); Blick in Richtung Holstenstraße

Der Schüsselbuden, rot markiert auf einem Stadtplan von 1910

Der Schüsselbuden ist eine Straße der Lübecker Altstadt.

## Lage
Der etwa 230 Meter lange Schüsselbuden befindet sich im westlichen Zentralbereich der Altstadtinsel (Marien Quartier) und verläuft in Nord-Süd-Richtung. Er beginnt in Verlängerung der Straße Fünfhausen an der Kreuzung mit der Mengstraße; im weiteren Verlauf münden von Westen her nacheinander Alfstraße, Fischstraße und Braunstraße ein. Gegenüber der Braunstraße führt der Weite Krambuden zum Markt. Der Schüsselbuden endet beim Zusammentreffen mit der Holstenstraße und dem Kohlmarkt; auf der Südseite der Kreuzung bildet die Schmiedestraße die Fortführung des Schüsselbudens.

## Geschichte
Der Schüsselbuden wird 1350 erstmals als Prope Schottelboden (Unweit der Schüsselbuden) urkundlich erwähnt, wobei sich die Bezeichnung bis in die Neuzeit nur auf den Abschnitt zwischen Holstenstraße und Braunstraße bezog; der verbleibende Teil bis zur Mengstraße trug lange keinen Eigennamen, so dass die dort gelegenen Häuser mit einer Vielzahl von Hilfsbezeichnungen belegt wurden.
Der niederdeutsche Name Schottelboden ist abgeleitet von den Verkaufsbuden für Schüsseln und ähnliche Erzeugnisse, welche die östliche Seite der Straße säumten.
1368 ist die Bezeichnung Platea dicta Schottelboden (Straße, genannt Schüsselbuden) urkundlich belegt, 1436 In Schottelboden. Der heutige Name ist seit 1852 amtlich festgelegt.
Die aus mehreren Jahrhunderten stammende reichhaltige historische Bebauung wurde beim Luftangriff auf Lübeck am 29. März 1942 nahezu vollständig vernichtet, darunter auch der nicht wieder errichtete Gebäuderiegel, der ursprünglich den Schüsselbuden vom Westportal der Marienkirche trennte. Das Bild der beim Wiederaufbau in den fünfziger Jahren deutlich verbreiterten und begradigten Straße wird heute größtenteils geprägt von Zweckbauten der 50er und 60er Jahre, so dass weder Erscheinungsbild noch Raumeindruck mit dem historisch gewachsenen Charakter übereinstimmen.

## Bauwerke
Bedingt durch die Zerstörungen des Zweiten Weltkriegs sind kaum ältere Bauten im Schüsselbuden erhalten geblieben. Ausnahmen hiervon sind:
- Das Marienwerkhaus (Schüsselbuden 13), 1903/04 von dem Architekten Willy Glogner errichtet
- Der Posthof (Schüsselbuden 30–32), 1904 in neugotischem Stil als Paketpostamt hinter dem eigentlichen Kaiserlichen Reichspostamt am Markt errichtet

Für das Postgebäude wurde der Schütting, das Amtshaus der Krämerkompagnie aus dem Jahr 1587 (Schüsselbuden 24), abgebrochen; sein Renaissanceportal von Robert Coppens wurde in die Braunstraße 1/3 umgesetzt und in das 1905–1909 errichtete neugotische Paketpostgebäude als Nebeneingang an der Ecke zur Braunstraße übernommen.
Von dem 1942 zerstörten Eckhaus Schüsselbuden 2/Mengstraße blieb der gotische Gewölbekeller erhalten sowie an der vorderen südlichen Seitenwand des Erdgeschosses eine großformatige mittelalterliche Wandmalerei, die auf 1331–1338 datiert wird und die Anbetung der Heiligen Drei Könige zeigt. Diese wurde in den Neubau des Hauses 1958 integriert und ist heute im dortigen Ladengeschäft sichtbar.

## Bilder

Östliche Ansicht des Schüsselbudens vor 1882
Die Krämerkompanie um 1900. Sie wurde, bis auf ihr Portal, 1904 abgebrochen
Portal der Krämerkompanie
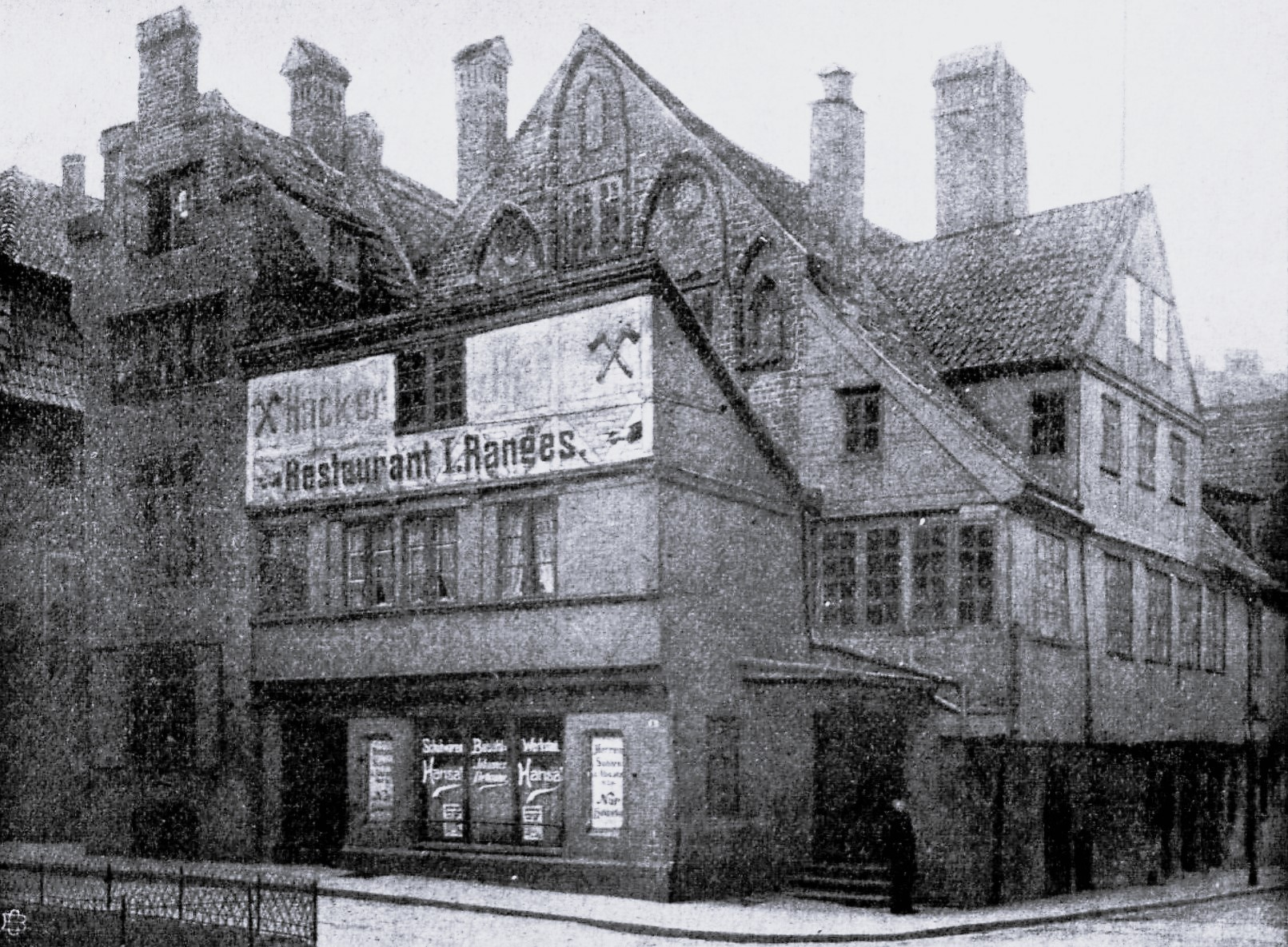
Das Ex-Werkhaus (1903)
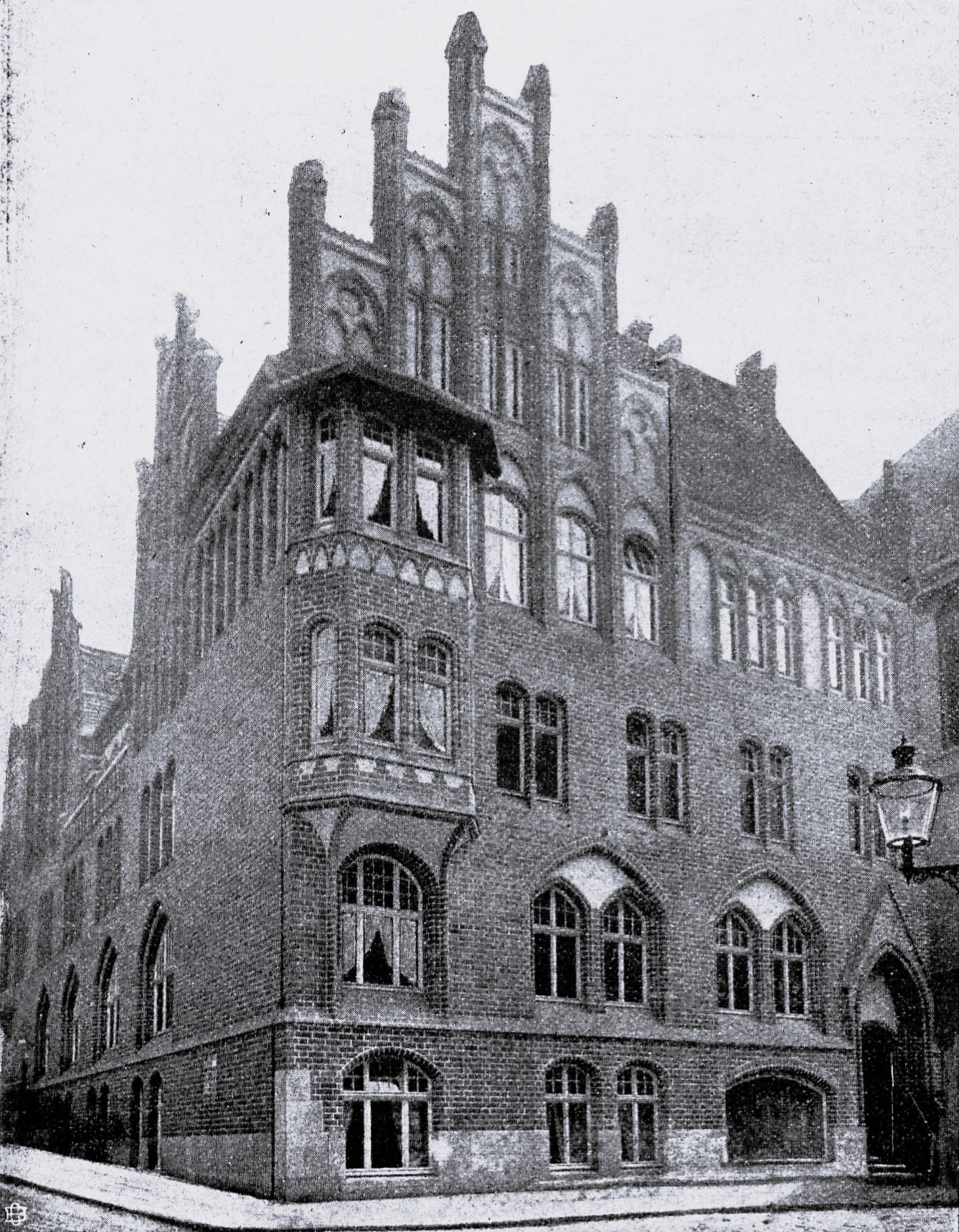
Das Marienwerkhaus (Schüsselbuden 13)
Ecke Mengstraße/Schüsselbuden vor 1908
Schüsselbuden mit Café Central und Kolonialwarenhandlung Wilhelm Kalm, um 1906. Die Häuser rechts wurden im Krieg zerstört. Im Café ließ sich Professor Rath oft sehen.
Schüsselbuden 2–8 (von rechts) um 1910. Die im 18. Jh. überformten einstigen Handelshäuser gegenüber der Marienkirche stellten den eigentlichen Marktrand dar. Erhalten sind nur die Umfassungswände und Pfeilerstümpfe des gotischen Kellers von Nr. 6 (siehe hier). Sie werden zurzeit in einen Neubau der Ulrich-Gabler-Stiftung, Architekten Konermann Siegmund, integriert.